# 久保賢司
久保 賢司（くぼ けんじ、1989年4月4日 - ）は、日本の男性プロキックボクサー。元プロボクサー。東京都立川市出身。K-1ジム五反田チームキングス所属。元RISEバンタム級王者。元NJKFフライ級王者。別名、KENJI。兄は総合格闘家の久保優太。

## 来歴

### キックボクシング
2006年9月17日、トライアルリーグでプロデビュー。
2007年7月13日、タイ国のバングラボクシングスタジアムで行われた「WORLD MUAYTHAI FEDERATION CHAMPIONSHIP」のWPMO世界フライ級王座決定戦で、ナックビン・パートンジム（タイ）を、肘打ちから左フックへのコンビネーションで2RKO勝ちし、王座獲得に成功した。同興行では、兄・優太もまた5RKO勝ちで、WPMO世界スーパーフェザー級王座を獲得した。
2007年9月2日、東京・後楽園ホールで行われたNJKFフライ級王者決定戦で、イー・ヒード（韓国/大韓ムエタイ連盟フライ級王者）を右ローキックで2ダウンを奪い、タオル投入によるTKO勝利し、王座獲得。
2007年11月21日、カンボジア・プノンペンで現地フライ級王者と対戦し、判定勝ち。連続KO勝ちは7で途切れた。
2007年12月31日、K-1 PREMIUM 2007 Dynamite!!の「K-1甲子園 U-18日本一決定トーナメント」1回戦で雄大と対戦し0-3の判定負け。初めての敗北となった。
2009年、兄・優太と共に、立川キックボクシングアカデミーからアンリミテッドジムに移籍。
2009年9月28日、1年4か月ぶりの試合となった「Survivor Round.1」のセミファイナルで出貝泰佑と対戦し、2-1の判定勝ち。この試合よりリングネームをKENJIに変更した。
2009年12月9日、Survivor 〜Round.2〜で瀧谷渉太と対戦し、0-2の判定負け。
2010年3月13日、Krush×Survivorで寺戸伸近と対戦し、1RKO負け。
2010年12月12日、Krush初代王座決定トーナメント～Round.1～のKrush -55kg初代王座決定トーナメント1回戦で田中一輝と対戦し、2RKO勝ちを収めた。
2011年4月30日、Krush初代王座決定トーナメント ～Triple Final Round～のKrush -55初代王座決定トーナメント準決勝で瀧谷渉太と対戦し、0-3の判定負け。
2011年11月23日、 RISE 85でDykiとRISEバンタム級（-55kg）王者決定戦で対戦し、1RKO勝ちで王座獲得。
2012年6月2日、RISE 88でフランク・グロスと対戦し、3RTKO勝ち。

### プロボクシング
2012年9月4日、角海老宝石ボクシングジムにてプロボクシング転向を表明。9月18日にプロテストを受験しB級プロテストに合格。
2012年11月9日の後楽園ホールにて記念すべき第一戦目にWBAバンタム級ランカーで同年4月に亀田興毅が持つ同王座に挑戦したノルディ・マナカネ（インドネシア）とのデビュー戦を戦い、3-0（60－58、59－55、60－54）の判定勝ち。
2013年1月29日、後楽園ホールにてWBC世界バンタム級20位で昨年11月にポンサクレック・ウォンジョンカムをTKOで下し勢いに乗っているレイ･ミグレノ（フィリピン）と対戦し、3回2分TKO負けで初黒星。
2013年5月28日、復帰戦の相手として現インドネシアスーパーフライ級王者ガリー・スサントと対戦し、3-0の判定勝ちで復帰戦を白星で飾った。
2013年7月25日、後楽園ホールにて藤原陽介（ドリーム）と対戦し、1-2（76－75、75－76、75－76）の判定負け。
2013年11月25日、後楽園ホールにて望月太朗（新日本カスガ）と対戦し、3R TKOで初のKO勝利。
2014年1月11日、後楽園ホールにて佐藤鋼太（協栄）と対戦し、8Rドローの結果となった。
2014年4月30日、後楽園ホールにて細貝淳（ワールド日立）と対戦し、7R TKOで勝利。
2015年8月21日、後楽園ホールでの高橋竜平（横浜光ジム）戦を最後に、プロボクシング引退。

### キックボクサーとして復帰
2017年1月29日、同年4月22日に開催されるK-1代々木大会での復帰を発表。
2017年4月22日、K-1 WORLD GP 第2代スーパー・バンタム級（-55kg）王座決定トーナメントに出場、1回戦でソン・ダーチェンに判定勝ち。準決勝で7年前に黒星をつけられている寺戸伸近と対戦し、打ち合いを繰り広げた末に右ストレートで2RKO勝ち。決勝で武居由樹に完封され、フルマークの判定負け。
2018年3月21日、K-1 WORLD GP 2018 JAPAN ～K'FESTA.1～にてK-1 WORLD GP スーパー・バンタム級王者の武居由樹に挑戦するも、1ラウンドに2度ダウンを奪われてKO負けし、王座の獲得に失敗した。

## 不祥事
経営していたメンズエステが摘発を受け、2023年11月に違法風俗店経営、風営法違反で逮捕。略式起訴され、罰金刑を受けた。

## 戦績

### ボクシング
| プロボクシング 戦績 | プロボクシング 戦績 | プロボクシング 戦績 | プロボクシング 戦績 | プロボクシング 戦績 | プロボクシング 戦績 | プロボクシング 戦績 |
| ------------------- | ------------------- | ------------------- | ------------------- | ------------------- | ------------------- | ------------------- |
| 11 試合             | (T)KO               | 判定                | その他              | 引き分け            | 無効試合            |                     |
| 5 勝                | 2                   | 3                   | 0                   | 1                   | 0                   |                     |
| 4 敗                | 2                   | 2                   | 0                   | 1                   | 0                   |                     |

- アマチュアキックボクシング: 3戦 3勝 2KO

| 戦           | 日付           | 勝敗 | 時間    | 内容    | 対戦相手           | 国籍         | 備考           |
| ------------ | -------------- | ---- | ------- | ------- | ------------------ | ------------ | -------------- |
| 1            | 2012年11月9日  | ☆    | 6R      | 判定3-0 | ノルディ・マナカネ | インドネシア | プロデビュー戦 |
| 2            | 2013年1月29日  | ★    | 3R 2:00 | TKO     | レイ・ミグレノ     | フィリピン   |                |
| 3            | 2013年5月28日  | ☆    | 6R      | 判定3-0 | ガリー・スサント   | インドネシア |                |
| 4            | 2013年7月25日  | ★    | 8R      | 判定1-2 | 藤原陽介           | 日本         |                |
| 5            | 2013年11月25日 | ☆    | 3R 1:27 | TKO     | 望月太朗           | 日本         |                |
| 6            | 2014年1月11日  | △    | 8R      | 判定1-1 | 佐藤鋼太           | 日本         |                |
| 7            | 2014年4月30日  | ☆    | 7R 1:36 | TKO     | 細貝淳             | 日本         |                |
| 8            | 2014年9月10日  | ☆    | 8R      | 判定3-0 | 佐藤鋼太           | 日本         |                |
| 9            | 2014年11月25日 | ★    | 8R 2:40 | TKO     | 田村 亮一          | 日本         |                |
| 10           | 2015年8月22日  | ★    | 8R      | 判定0-3 | 高橋竜平           | 日本         |                |
| テンプレート |                |      |         |         |                    |              |                |

### キックボクシング
| キックボクシング 戦績 | キックボクシング 戦績 | キックボクシング 戦績 | キックボクシング 戦績 | キックボクシング 戦績 | キックボクシング 戦績 | キックボクシング 戦績 |
| --------------------- | --------------------- | --------------------- | --------------------- | --------------------- | --------------------- | --------------------- |
| 31 試合               | (T)KO                 | 判定                  | その他                | 引き分け              | 無効試合              |                       |
| 23 勝                 | 14                    | 9                     | 0                     | 0                     | 0                     |                       |
| 8 敗                  | 2                     | 6                     | 0                     | 0                     | 0                     |                       |

| 勝敗 | 対戦相手                         | 試合結果                            | 大会名 | 開催年月日     |
| ×    | 武居由樹                         | 1R 1:27 KO（右フック）              | K-1 WORLD GP 2018 JAPAN ～K’FESTA.1～ 【K-1 WORLD GP スーパー・バンタム級タイトルマッチ】                                                             | 2018年3月21日  |
| ×    | 寺戸伸近                         | 3R+延長1R終了 判定0-3               | Krush.82 【Krush -55kgタイトルマッチ】 | 2017年11月5日  |
| ×    | 武居由樹                         | 3R終了 判定0-3                      | K-1 WORLD GP 2017 JAPAN ～第2代スーパー・バンタム級王座決定トーナメント～ 【K-1 WORLD GP 第2代スーパー・バンタム級王座決定トーナメント 決勝戦】       | 2017年4月22日  |
| ○    | 寺戸伸近                         | 2R 3:06 KO（右ストレート）          | K-1 WORLD GP 2017 JAPAN ～第2代スーパー・バンタム級王座決定トーナメント～ 【K-1 WORLD GP 第2代スーパー・バンタム級王座決定トーナメント 準決勝】       | 2017年4月22日  |
| ○    | ソン・ダーチェン                 | 3R終了 判定3-0                      | K-1 WORLD GP 2017 JAPAN ～第2代スーパー・バンタム級王座決定トーナメント～ 【K-1 WORLD GP 第2代スーパー・バンタム級王座決定トーナメント 1回戦】        | 2017年4月22日  |
| ○    | フランク・グロス                 | 3R 0:29 TKO（左ボディフック）       | RISE 88 | 2012年6月2日   |
| ○    | 山上幹臣                         | 3R終了 判定3-0                      | RISE 87 | 2012年3月24日  |
| ○    | パジョンスック・ポー・プラムック | 3R終了 判定3-0                      | RISE 86 | 2012年1月29日  |
| ○    | Dyki                             | 1R 1:35 KO                          | RISE 85 【第3代RISEバンタム級王者決定戦】 | 2011年11月23日 |
| ○    | 戸邊隆馬                         | 3R終了 判定2-0                      | RISE 83 【第3代RISEバンタム級王者決定戦 準決勝】 | 2011年9月23日  |
| ○    | 松本圭一太                       | 2R 2:49 KO（左ハイキック）          | ビッグバン・統一への道 其の六 | 2011年8月21日  |
| ○    | シン・ジューホ                   | 1R 2:26 KO（パンチ連打）            | Survivor～Round.7～ | 2011年5月27日  |
| ×    | 瀧谷渉太                         | 3R+延長1R終了 判定0-3               | Krush初代王座決定トーナメント ～Triple Final Round～ 【Krush－55kg 初代王座決定トーナメント 準決勝】                                                  | 2011年4月30日  |
| ○    | 田中一輝                         | 2R 0:55 KO（左フック）              | Krush初代王座決定トーナメント～Round.1～ 【Krush－55kg 初代王座決定トーナメント 1回戦】                                                               | 2010年12月12日 |
| ○    | 水原浩章                         | 3R終了 判定2-0                      | Survivor 〜Round.5〜 | 2010年10月8日  |
| ○    | 木村健太郎                       | 3R終了 判定3-0                      | Survivor 〜Round.4〜 | 2010年7月18日  |
| ○    | 杉山明隆                         | 1R 2:34 KO（右ストレート）          | Krush.7 | 2010年5月27日  |
| ×    | 寺戸伸近                         | 1R 2:26 KO（パンチ連打）            | Krush×Survivor | 2010年3月13日  |
| ○    | 吉田晋                           | 1R 1:40 KO（右ストレート）          | Survivor 〜Round.3 立川隆史・引退記念興行〜 | 2010年1月25日  |
| ×    | 瀧谷渉太                         | 3R終了 判定0-2                      | Survivor 〜Round.2〜 | 2009年12月9日  |
| ○    | 出貝泰佑                         | 3R終了 判定2-1                      | Survivor Round.1 | 2009年9月28日  |
| ×    | 不明                             | 5R終了 判定                         | ラジャダムナン・スタジアム | 2008年5月14日  |
| ×    | 雄大                             | 3R終了 判定0-3                      | K-1 PREMIUM 2007 Dynamite!! 【K-1甲子園 U-18日本一決定トーナメント 1回戦】                                                                            | 2007年12月31日 |
| ○    | カンボジア・フライ級王者         | 判定                                | カンボジア | 2007年11月21日 |
| ○    | イー・ヒード                     | 1R 2:38 TKO（タオル投入）           | ニュージャパンキックボクシング連盟 「FIGHTING EVOLUTION X 〜進化する戦い 10th〜 THE NEXT GENERATION, WHO GET THE CHAMP!?」 【NJKFフライ級王者決定戦】 | 2007年9月2日   |
| ○    | ナックビン・パートンジム         | 2R KO（右肘打ち）                   | WORLD MUAYTHAI FEDERATION CHAMPIONSHIP 【WPMO世界フライ級王者決定戦】                                                                                 | 2007年7月13日  |
| ○    | 中西祐介                         | 3R 2:49 TKO（カット）               | ニュージャパンキックボクシング連盟 「FIGHTING EVOLUTION VI 〜進化する戦い〜」                                                                         | 2007年5月13日  |
| ○    | 大輔                             | 2R 3:02 KO（右ローキック）          | ニュージャパンキックボクシング連盟 「FIGHTING EVOLUTION III 〜進化する戦い〜」                                                                        | 2007年3月18日  |
| ○    | サッミングノム・SKVジム          | 2R 2:11 KO                          | ニュージャパンキックボクシング連盟 「FIGHTING EVOLUTION II 〜進化する戦い〜 MUAYTHAI OPEN」                                                           | 2007年1月28日  |
| ○    | 大槻直輝                         | 3R 2:58 TKO（カット）               | ニュージャパンキックボクシング連盟 「キックボクシング 真王杯 55kg・60kg オープントーナメント（ADVANCE X 〜前進〜）」                                  | 2006年11月23日 |
| ○    | ローズ達也                       | 2R 2:43 KO（3ノックダウン：膝蹴り） | TRIAL LEAGUE.7 | 2006年9月17日  |

## 獲得タイトル

### キックボクシング
- 第8代NJKFフライ級王座（0度防衛）
- WPMO世界フライ級王座（0度防衛）
- 第3代RISEバンタム級王座

## 受賞歴
- 2007年度NJKF最優秀新人賞